# Tepuia
Tepuia es un género de plantas fanerógamas perteneciente a la familia Ericaceae.  Comprende 8 especies descritas y de estas, solo 7 aceptadas.

## Taxonomía
El género fue descrito por Wendell Holmes Camp  y publicado en Brittonia 3: 178, f. 4–5. 1939. La especie tipo es: Tepuia tatei Camp		

## Especies aceptadas
A continuación se brinda un listado de las especies del género Tepuia aceptadas hasta marzo de 2014, ordenadas alfabéticamente. Para cada una se indica el nombre binomial seguido del autor, abreviado según las convenciones y usos.
- Tepuia cardonae A.C.Sm.
- Tepuia intermedia Steyerm.
- Tepuia multiglandulosa Steyerm. & Maguire
- Tepuia speciosa A.C.Sm.
- Tepuia tatei Camp
- Tepuia vareschii Steyerm.
- Tepuia venusta Camp